# Макена (Вашингтон)
Макена (енгл. McKenna) насељено је место без административног статуса у америчкој савезној држави Вашингтон.

## Демографија
По попису из 2010. године број становника је 716.
| Група             | 2000.    | 2010.       |
| Белци             | 0 (0,0%) | 627 (87,6%) |
| Афроамериканци    | 0 (0,0%) | 14 (2,0%)   |
| Азијати           | 0 (0,0%) | 6 (0,8%)    |
| Хиспаноамериканци | 0 (0,0%) | 35 (4,9%)   |
| Укупно            | 0        | 716         |